# Війна (фільм, 2015)
«Війна» (дан. Krigen) — данський військово-драматичний фільм, знятий Тобіасом Ліндгольмом. Світова прем'єра стрічки відбулась 5 вересня 2015 року у секції «Горизонти» Венеційського кінофестивалю. Фільм був висунутий Данією на премію «Оскар-2016» у номінації «найкращий фільм іноземною мовою».

## У ролях
- Пілоу Асбек — Клаус Майкл Педерсен
- Дар Салим — Наджіб Бісма
- Тува Новотни — Марія Педерсен
- Сьорен Маллінг — Мартін Р. Олсен
- Шарлотта Манк — Лісбет Деннінг
- Дульфі Аль-Джабурі — Лютфі Хассан

## Визнання
| Нагороди та номінації фільму «Війна» | Нагороди та номінації фільму «Війна»     | Нагороди та номінації фільму «Війна» | Нагороди та номінації фільму «Війна» | Нагороди та номінації фільму «Війна» | Нагороди та номінації фільму «Війна» |
| Рік                                  | Нагорода                                 | Категорія                            | Номінант                             | Результат                            | Дж                                   |
| ------------------------------------ | ---------------------------------------- | ------------------------------------ | ------------------------------------ | ------------------------------------ | ------------------------------------ |
| 2015                                 | Венеційський кінофестиваль               | Найкращий фільм («Горизонти»)        | «Війна»                              | Номінація                            |                                      |
| 2015                                 | Цюрихський кінофестиваль                 | Найкращий фільм                      | «Війна»                              | Номінація                            |                                      |
| 2015                                 | Загребський кінофестиваль                | «Золота коляска» за найкращий фільм  | «Війна»                              | Номінація                            |                                      |
| 2016                                 | 88-а церемонія вручення нагороди «Оскар» | Найкращий фільм іноземною мовою      | «Війна»                              | Номінація                            | [ 4 ]                                |